# بدر نصيب بامسيله
بدر نصيب سليم بامسيله (25 يناير 1992) هو لاعب كرة قدم عماني يلعب لنادي صلالة في الدوري العماني للمحترفين.

## مهنة النادي
في 16 يناير 2015، وقع عقدًا مدته ستة أشهر مع نادي النهضة الفائز بدوري المحترفين العماني 2014-15.